# Riccia perssonii
Riccia perssonii là một loài rêu trong họ Ricciaceae. Loài này được S. A. Kalm mô tả khoa học đầu tiên năm 1955.
Danh pháp khoa học của loài này chưa được làm sáng tỏ. 